# Internuncio (Austria)
El internuncio era el nombre dado al jefe de la misión diplomática del emperador de Austria ante el Imperio otomano.

## Historia

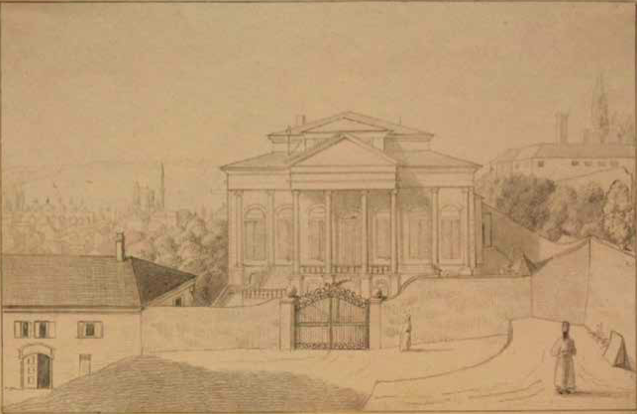
El Palacio Veneciano, residencia de los internuncios desde 1797, en una litografía de 1840.

El puesto surge en el siglo XVI, cuando en un momento de tregua en el insistente conflicto de Austria con el Imperio turco, se envía un representante diplomático al que se denominó internuncio. Posteriormente, el nombre fue aplicado intermitentemente a otros representantes diplomáticos del emperador del Sacro Imperio Romano Germánico en Constantinopla, desde 1612. Desde finales del siglo XVIII se nombraría a los jefes de misión en Constantinopla, con el título de internuncio.
El origen del uso de este título se encuentra en que la diplomacia del Sacro Imperio Romano Germánico no quiso admitir la precedencia que la Sublime Puerta otorgaba al embajador de Francia frente a cualquier otro embajador, incluso el embajador imperial. Con este motivo el representante tomó el título de internuncio y la primera posición dentro de los enviados diplomáticos de segundo rango.
Desde aproximadamente 1640 y debido a las dificultades derivadas del idioma, los internuncios siempre estaban acompañados de unos traductores llamados sprachknaben. Se trataba de jóvenes, en su mayor parte croatas, que eran educados especialmente para ser traductores de los internuncios imperiales. Hacia 1753, con la fundación de la Imperial y Real Academia de Lenguas Orientales, se abandonó la formación de sprachknaben, sustituyéndose por funcionarios formados en esta academia. La idea de la fundación de la academia fue de Kaunitz, canciller de María Teresa.
El recibimiento de los internuncios en la corte otomana se realizaba con gran ceremonia. El de 1822 fue especialmente solemne, dándose la rara circunstancia de que el propio sultán dirigió la palabra al internuncio de Austria, el barón Francisco Javier de Ottenfels-Gschwind.
En 1797, tras la adquisición por el Austria de la República de Venecia por el Tratado de Campo Formio, los internuncios residieron en el Palacio Veneciano de Constantinopla, antigua residencia de los embajadores venecianos. Sin embargo en el período de 1806 a 1815, el palacio fue ocupado por el Primer Imperio francés, tras el Tratado de Presburgo, y hasta su colapso.
Hacia 1867 se abandonó el título de internuncio para el jefe de misión en Constantinopla pasando a llamarse a este, embajador.

## Características y funciones

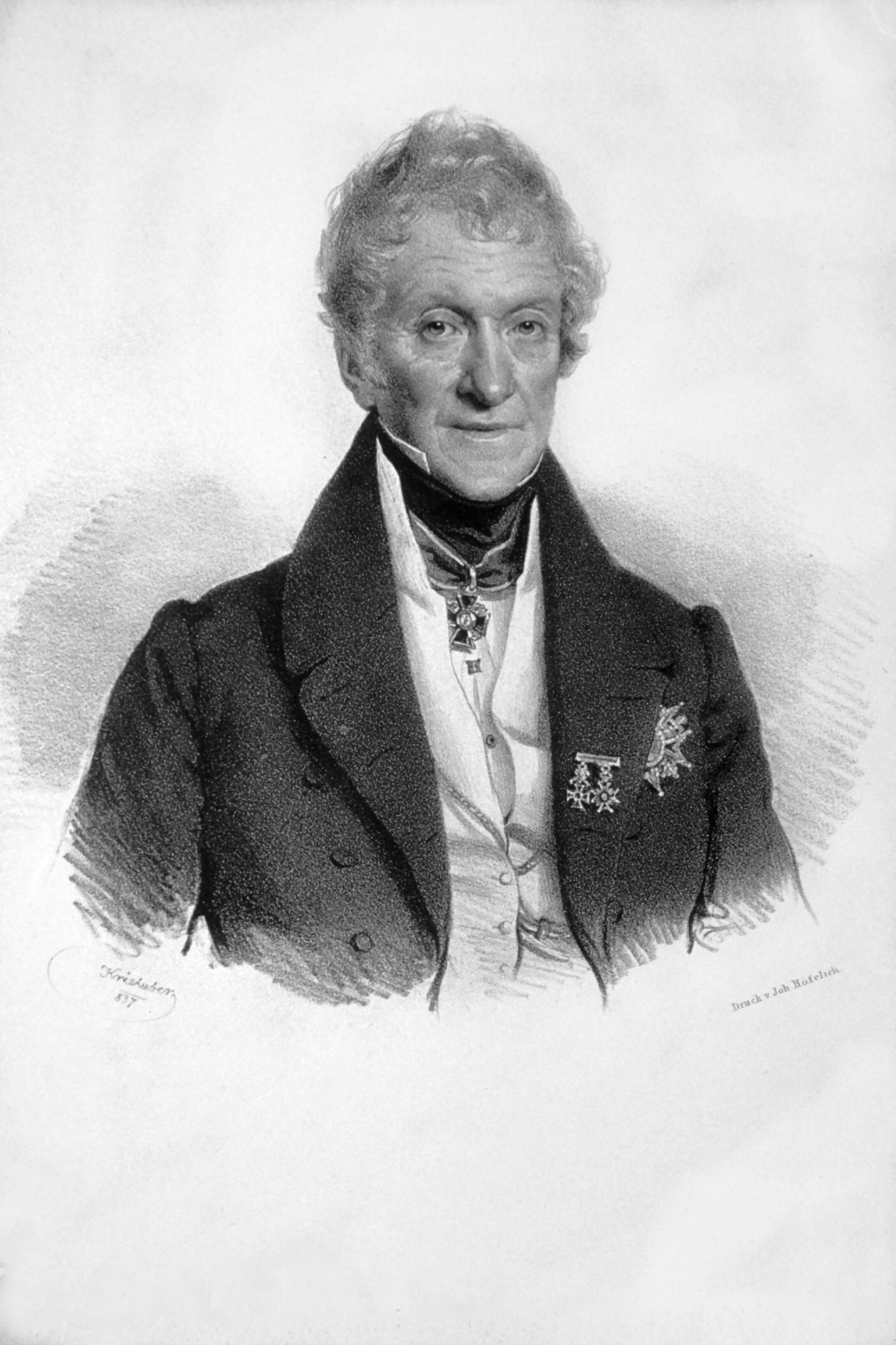
Francisco Javier de Ottenfels-Gschwind, internuncio de Austria en Constantinopla de 1822 a 1835. (Litografía circa 1837)

El cargo de internuncio era considerado uno de los más difíciles de la diplomacia austríaca, debido a la diferencia de las costumbres orientales de la corte de Constantinopla frente a las de cualquier otra corte europea. Hasta 1719 el internuncio llegaba al extremo de revestirse de ropajes orientales para aparecer ante el sultán otomano. El cargo tuvo hasta 1822 el derecho de cobrar una parte del valor de las bienes objeto de comercio por los mercantes austríacos en el Imperio otomano. Este derecho se denominada Cottimo.
Además de las funciones propias de la jefatura de una misión diplomática, el internuncio nombraba (en ocasiones sin intervención de Viena) los cónsules y personal consular de los distintos consulados y oficinas del Imperio austríaco. La red consular del Imperio austríaco en el Imperio otomano era muy amplia. Por ejemplo, en 1866 comprendía las siguientes oficinas:
1. En Rumelia:
  - Consulado en Constantinopla.
  - Consulado en Salónica.
2. En Bulgaria:
  - Consulado en Rustschuk.
3. En Moldavia:
  - Agencia y consulado general en Jassy.
  - Consulado en Galatz.
4. En Valaquia:
  - Agencia y consulado en Bucarest.
5. En Serbia:
  - Consulado general en Belgrado.
6. En Bosnia:
  - Consulado general en Sarajevo.
7. En Herzegovina:
  - Un vicecónsul en Mostar.
8. En Albania:
  - Consulado en Scutari.
  - Viceconsulado en Durazzo.
  - Viceconsulado en Janina.
9. En la Pequeña Asia e islas:
  - Consulado en Trapezunt.
  - Consulado general en Esmirna.
10. En Siria y Palestina:
  - Consulado general en Beirut.
  - Consulado en Jerusalén.
11. En Egipto:
  - Consulado general en Alejandría.
  - Consulado en Jartum.
  - Consulado en Damieta.
12. En Trípoli:
  - Consulado en Trípoli
13. En Túnez:
  - Consulado general en Túnez.

En línea con la política seguida por Viena, el internuncio también socorría a la comunidad católica en Constantinopla. Por ejemplo en 1785, el internuncio, barón Peter Philipp von Rathkeal (1735-1804), ayudó al pago de las deudas de la iglesia de Santa María Draperis.

### Individuales
1. ↑  L' Ordine Del Solenne Ingresso Del Sig. Conte Caprara Internunzio Cesareo, In Constantinopoli, Seguita Alli 11. Di Aprile 1682 (en italiano). 1682. Consultado el 2 de diciembre de 2021.
2. ↑  Kreutel, Richard F. (1969). «Osmanische Berichte über Ḳara Muṣṭafās Feldzug gegen Wien». Die Welt des Islams 12 (4): 196-227.
3. ↑  Roider, 1982, p. 10.
4. ↑  «Relazione del solenne ricevimento fatto a Constatinopoli al nuovo internunzio austriaco, barone d'Ottenfels, in ocasione della sua presentazione al Gran Sultano Mahamud, il 15 Ottobre 1822». Gazzetta universale (Fuligno) (52). 24 de diciembre de 1822. p. 208.
5. ↑  «Fine della relazione sul ricevimento fatto a Constatinopoli al Internunzio Austriaco.». Gazzetta universale (Fuligno) (53). 31 de diciembre de 1822. p. 221.
6. ↑  Agstner, Rudolf (2013). «Il Palazzo di Venezia: il periodo asburgico (1799-1918) - Venedik Sarayı: Habsburglar Dönemi (1799-1918)». Hilâl. Studi turchi e ottomani (3). ISBN 978-88-97735-62-5.
7. ↑  «Osterreichische Gesandtschaft im Auslande. Türkei.». Hof- und Staatshandbuch des österreichischen Kaiserthumes: 132. 1866.
8. ↑  «Osterreichische Gesandtschaft im Auslande. Türkei.». Hof- und Staatshandbuch des österreichischen Kaiserthumes: 141. 1868.
9. ↑  «Turchia. Constantinopoli, 20 gennaro». Gazzeta romana (40). 11 de marzo de 1809. pp. 178-179.
10. ↑  «74. Il diritto di percepire il Cottimo spetante finora all'Internunzio austriaco...». Vierter Band Zweyter Theil, welcher die Verordnungen vom 1ten July bis letzten Dezember 1822 enthält (en italiano) (Colettis's Erben) IV. 1822. Consultado el 2 de diciembre de 2021.
11. ↑  Suonpää, Mika; Wright, Owain (21 de febrero de 2019). Diplomacy and Intelligence in the Nineteenth-Century Mediterranean World (en inglés). Bloomsbury Publishing. ISBN 978-1-4742-7705-1. Consultado el 4 de diciembre de 2021.
12. ↑  «K.K. Agentien und Consular-Aemter im Auslande». Hof- und Staatshandbuch des österreichischen Kaiserthumes: 136-138. 1866.
13. ↑  Girardelli, Paolo (2005). «Architecture, Identity, and Liminality: On the Use and Meaning of Catholic Spaces in Late Ottoman Istanbul». Muqarnas (en inglés) (22): 233-264.